# 호로포

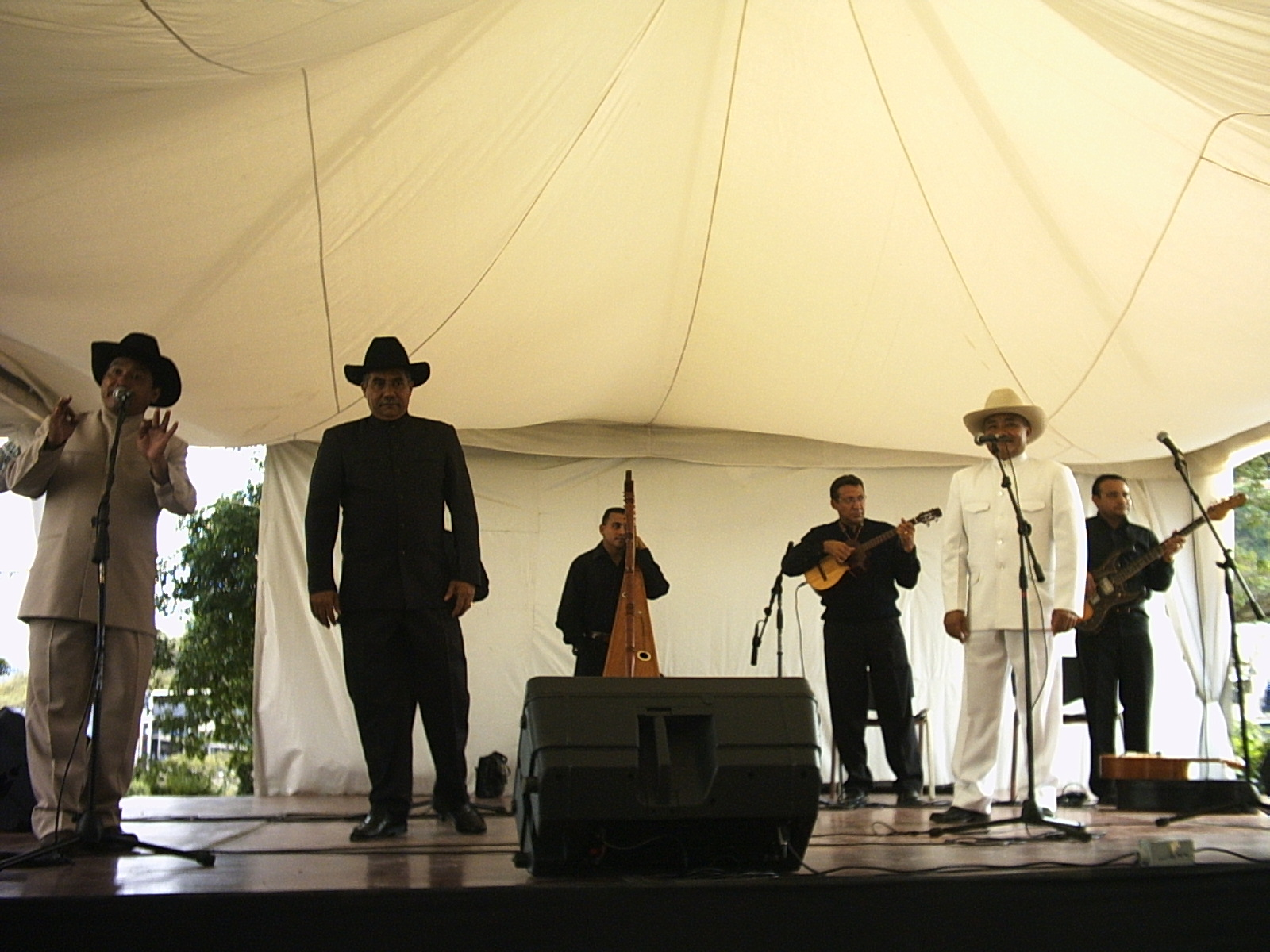
호로포

호로포(Joropo)는 템포가 빠른 3박자의 베네수엘라의 음악과 춤이다. '호로포 야네로', '호로포 센트럴', '호로포 오리엔털'로 분류된다.

## 같이 보기
- 왈츠
- 판당고